# Diplacina micans
Diplacina micans – gatunek ważki z rodziny ważkowatych (Libellulidae).